# Suécia nos Jogos Olímpicos de Verão de 1900
A Suécia participaram dos Jogos Olímpicos de Verão de 1900 em Paris, França, O país estreou nos Jogos em 1896 e em Paris fez sua 2ª apresentação, conquistando 1 medalha.
Apesar de, na época, Suécia e Noruega formarem o Reino da Suécia e Noruega, os países competiram separadamente.

## Medalhas
| Medalha | Atleta     | Desporto  | Prova    | Data |
| ------- | ---------- | --------- | -------- | ---- |
| Bronze  | Ernst Fast | Atletismo | Maratona | 1900 |